# Veronica Sundman
Alice Veronica Sundman, född 1 januari 1923 i Helsingfors, död där 29 december 2008, var en finländsk mikrobiolog. Hon var gift med kemisten Jacobus Sundman.
Sundman blev filosofie doktor 1969. Hon var 1949–1966 assistent vid institutionen för mikrobiologi vid Helsingfors universitet och 1966–1970 yngre forskare vid statens agrikultur-forstvetenskapliga kommission, 1970–1986 professor i allmän mikrobiologi vid Helsingfors universitet och 1983–1986 forskarprofessor vid Finlands Akademi.
Sundman forskade bland annat i ligninets egenskaper och kväveupptagningsförmågan hos växter. Hon var mångsidigt aktiv inom vetenskapliga samfund och blev 1982 som första kvinna ordförande i Finska vetenskaps-societeten.